# Arianit Ferati
Arianit Ferati (* 7. September 1997 in Stuttgart) ist ein deutsch-kosovarischer Fußballspieler, der seit Januar 2025 beim SV Waldhof Mannheim unter Vertrag steht.

## Karriere

### Vereine

#### Anfänge
Der gebürtige Bad Cannstatter, dessen Eltern aus dem Kosovo stammen, spielte in der Jugend zunächst für den TSV Großheppach und den SC Weinstadt. 2009 schloss er sich den Stuttgarter Kickers an. Zwei Jahre später wechselte Arianit Ferati zur B-Jugendmannschaft des VfB Stuttgart. In der Saison 2012/13 gewann er mit den Schwaben die deutsche B-Junioren-Meisterschaft. Arianit Ferati nahm im Alter von 16 Jahren im Januar 2014 erstmals am Trainingslager der Bundesligamannschaft des VfB Stuttgart teil.
Zur Bundesligasaison 2015/16 wurde er als A-Jugendlicher direkt in den Kader der ersten Mannschaft des VfB befördert. Am 31. Juli 2015 gab Arianit Ferati für die zweite Mannschaft des VfB in der 3. Profi-Liga am 2. Spieltag der Drittligaspielzeit 2015/16 gegen Preußen Münster sein Profidebüt. Sein erstes Spiel in der Bundesliga absolvierte er am 12. September 2015 am 4. Spieltag der Saison 2015/16 gegen Hertha BSC.
Arianit Ferati unterzeichnete am 11. Oktober 2015 einen bis Juni 2020 datierten Vertrag beim VfB Stuttgart.

#### Über Düsseldorf nach Aue
Im Juli 2016 erwarb der Hamburger SV die Transferrechte an Ferati, stattete ihn mit einem Vertrag bis zum 30. Juni 2020 aus und verlieh ihn umgehend für die Saison 2016/17 in die 2. Bundesliga an Fortuna Düsseldorf. Dort pendelte er zwischen der ersten und zweiten Mannschaft. Neben 13 Zweitligaeinsätzen (ein Tor) stehen für ihn sieben Einsätze (ein Tor) in der viertklassigen Regionalliga West zu Buche.
Zur Saison 2017/18 wurde Ferati innerhalb der 2. Bundesliga an den FC Erzgebirge Aue weiterverliehen. In Aue konnte sich Ferati unter den Cheftrainern Thomas Letsch und Hannes Drews jedoch nicht durchsetzen und kam bis zum Jahresende 2017 lediglich zu 4 Zweitliga- und einem DFB-Pokal-Einsatz.

#### Ferati beim Hamburger SV
Am 2. Januar 2018 wurde das Leihgeschäft mit dem FC Erzgebirge Aue vorzeitig beendet und Ferati beim HSV in die von Christian Titz trainierte zweite Mannschaft integriert, die in der viertklassigen Regionalliga Nord spielte. Nachdem Titz im März die Profimannschaft übernommen hatte, nahm Ferati regelmäßig am Profitraining teil. Zum Einsatz kam er allerdings ausschließlich in der zweiten Mannschaft, für die er in 13 Einsätzen vier Treffer erzielte.
Nachdem die Profimannschaft des Hamburger SV in die 2. Bundesliga abgestiegen war, wurde Ferati von Christian Titz zur Saison 2018/19 fest in den Profikader hochgezogen. Unter Titz saß er bei einigen Zweitligaspielen auf der Bank, wurde jedoch nicht eingesetzt. Nachdem Hannes Wolf Ende Oktober 2018 die Mannschaft übernommen hatte, spielte Ferati keine Rolle mehr. Nachdem er ab November 2018 nach einer Operation am Handgelenk einige Wochen ausgefallen war und bis dahin drei Spiele in der Regionalliga Nord absolviert hatte, wurde er zur Wintervorbereitung aus dem Profikader aussortiert. Insgesamt kam Ferati in der Saison 2018/19 auf 13 Regionalligaeinsätze, in denen er 3 Tore erzielte.

#### SV Waldhof Mannheim
Zur Saison 2019/20 löste Ferati seinen Vertrag beim HSV auf und schloss sich dem Drittligisten SV Waldhof Mannheim an. Er unterschrieb beim Aufsteiger einen Vertrag mit einer Laufzeit bis zum 30. Juni 2021. Nach dessen Auslaufen wechselte er in die Niederlande zu Fortuna Sittard.
Im Januar 2025 kehrte er nach Mannheim zurück.

### Nationalmannschaft
Im Mai 2013 nahm Arianit Ferati mit der deutschen U16-Nationalmannschaft an einem Vier-Länder-Turnier in Dublin teil. Dabei absolvierte er drei U16-Länderspiele und erzielte gegen Belgien seinen ersten Treffer für Deutschland. Mit der U17-Nationalelf Deutschlands nahm er an der U17-Europameisterschaft 2014 teil. Für die deutsche U18-Nationalmannschaft war Arianit Ferati im März 2015 zwei Mal gegen Frankreich im Einsatz. Am 4. September 2015 debütierte er gegen England für die U19-Nationalelf Deutschlands.

## Erfolge
VfB Stuttgart
- Deutscher B-Junioren-Meister: 2013